# Стадион ФК Дрина
Стадион ФК Дрина је стадион у Вишеграду, Република Српска, Босна и Херцеговина. Најчешће се користи за фудбалске утакмице, а на њему своје домаћинске утакмице игра ФК Дрина ХЕ, фудбалски клуб из истоименог града. Стадион се налази у близини Моста Мехмед-паше Соколовића. У периоду од 1996. до 1999. године домаће утакмице на стадиону, поред фудбалског клуба Дрина ХЕ, играо је и фудбалски клуб Сарајево.

## Реконструкција
2012. године на иницијативу истакнутог српског режисера Емира Кустурице, отпочела је реконструкција Градског стадиона. Радови се састоје из двије фазе. У првој фази је замјењена комплетна травната подлога и урађен подземни систем за наводњавање. Постојећа западна трибина је у цјелости обновљена и на њу су постављене столице. Друга фаза ће бити наткривање постојеће трибине.